# Rhopalophora prolixa
Rhopalophora prolixa là một loài bọ cánh cứng trong họ Cerambycidae.